# 川嶋留美
川嶋 留美（かわしま るみ、3月8日 - ）は、札幌映像プロダクション所属のフリーアナウンサー。北海道出身。札幌テレビ放送・STVラジオ専属契約の形で活動している。
小樽女子短期大学卒業後、オフィス・サッポロに所属（その後2012年7月に札幌映像プロダクションと合併、同社へ転籍）。STV・STVラジオ専属の契約アナウンサーとして、日本道路交通情報センター札幌センターの交通情報担当、『どさんこワイド』のテレビショッピングコーナーなどを担当。現在は『どさんこワイド』のレポーターのほか、STV・STVラジオで放送される定時スポットニュース、CMなどに出演している。